# Anglesey Coastal Path
Anglesey Coastal Path, česky lze neoficiálně přeložit jako Pobřežní stezka Anglesey, je 200 kilometrů dlouhá dálková turistická trasa na pobřeží ostrova Anglesey v severním Walesu. Jde o součást cesty Wales Coast Path.
Cesta prochází podél pobřeží přes velkou část ostrova Anglesey. Jsou zde dvě výjimky; první je soukromé panství Plas Newydd a druhá kolem ústí řeky Afon Alaw mezi vesnicemi Llanfachraeth a Llanynghenedl. Stezka začíná a končí v obci Holyhead a podél ostrova prochází proti směru hodinových ručiček.